# Haiti nos Jogos Pan-Americanos de 2007
O Haiti competiu nos Jogos Pan-Americanos de 2007 no Rio de Janeiro, no Brasil. Mais pobre país das Américas, o Haiti conquistou uma única medalha nos Jogos com Joel Brutus, do judô.

## Medalhas

### Bronze
Judô - Acima de 100 kg masculino
- Joel Brutus

## Desempenho

### Futebol
Masculino
- Fase de grupos
  - Empate com a ARG Argentina, 1-1
  - Derrota para a COL Colômbia, 0-1
  - Derrota para a JAM Jamaica, 0-4 → não avançou as semifinais

### Judô
Acima de 100 kg masculino
- Quartas de final
  - Vitória sobre Trevor McAlpine (CAN Canadá)
- Semifinais
  - Derrota para João Gabriel Schlittler (BRA Brasil)
- Disputa pelo bronze
  - Vitória sobre Pablo Figueroa (PUR Porto Rico) →  Bronze